# Kindheit Jesu und Maria (Les Iffs)

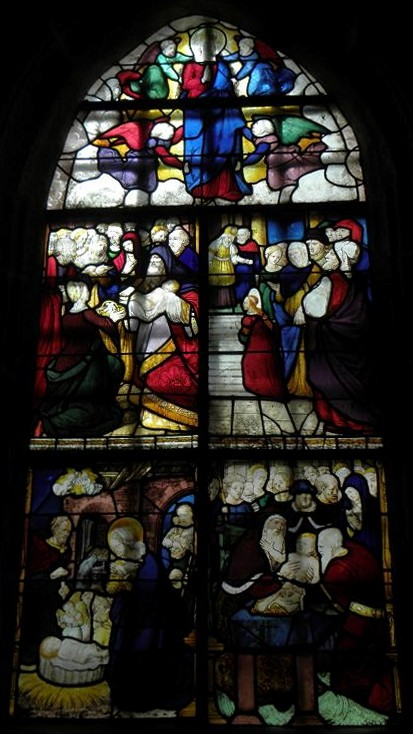
Fenster Kindheit Jesu und Maria in Les Iffs

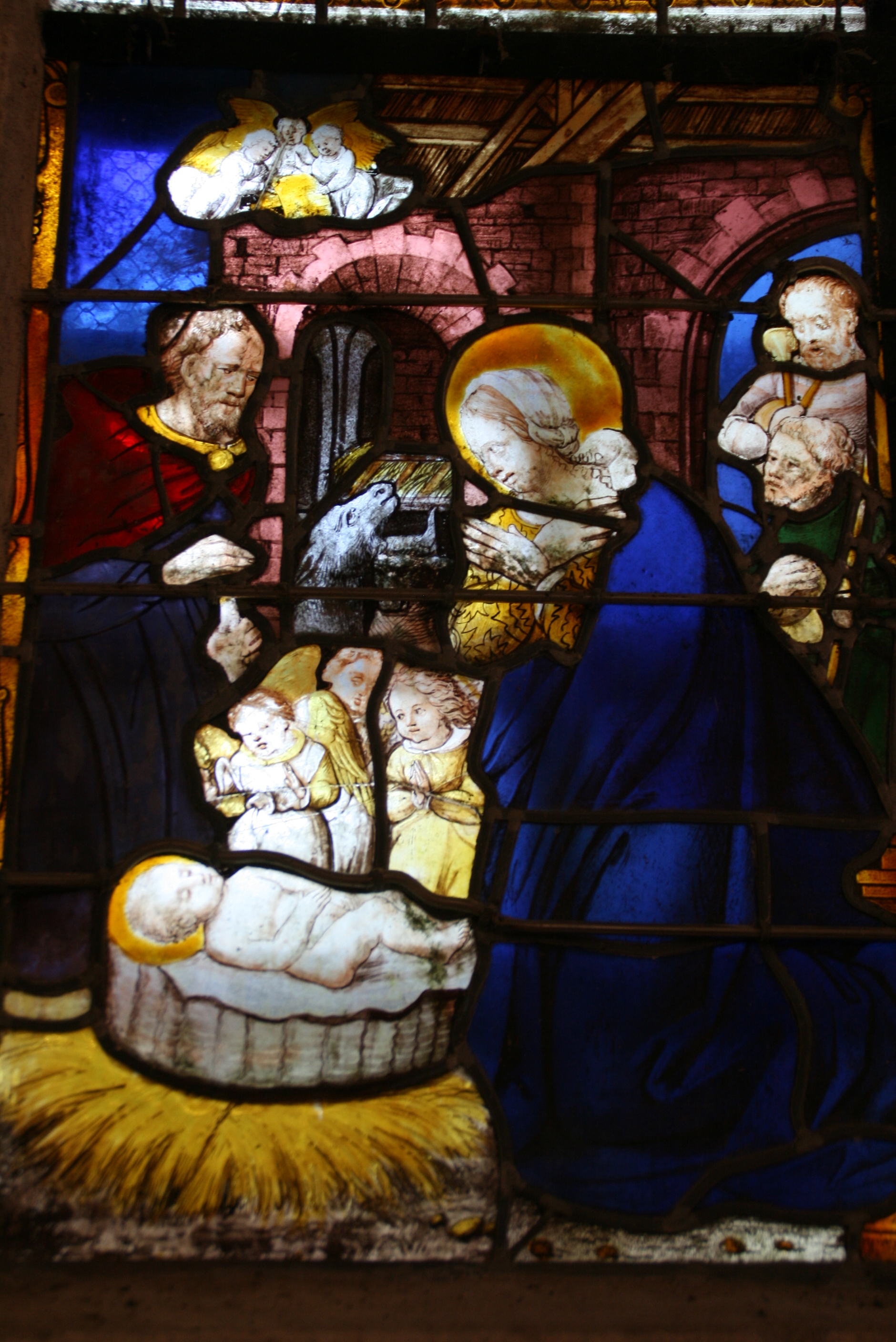
Szene Geburt Jesu

Das Fenster Kindheit Jesu und Maria in der katholischen Pfarrkirche St-Ouen in Les Iffs, einer französischen Gemeinde im Département Ille-et-Vilaine in der Region Bretagne, wurde um 1535 geschaffen. Das Bleiglasfenster wurde 1906 als Monument historique in die Liste der geschützten Objekte (Base Palissy) in Frankreich aufgenommen.
Das Fenster (Nr. 3) stellt die Kindheit Jesu in verschiedenen Szenen dar: Geburt, Beschneidung und Präsentation im Tempel. Daneben wird Mariä Tempelgang und die Himmelfahrt Mariens dargestellt.
Neben diesem Fenster sind noch acht weitere Fenster aus der Zeit der Renaissance in der Kirche erhalten (siehe Navigationsleiste).